# Florencia Pérez
Florencia Pérez Sepúlveda(Chillán,14 de agosto de 2009) es una deportista chilena que compite en tenis de mesa adaptado. Ganó una medalla de bronce en los Juegos Paralímpicos de París 2024, en la prueba individual (clase WS8).

## Vida
Es hija de Jorge Pérez y de Lorena Sepúlveda.La discapacidad que posee Florencia, es Hemiparesia espástica. Esta resulta, en una menor capacidad, que afecta el movimiento del brazo, la mano y a veces la pierna de un solo lado del cuerpo, pero sus capacidades mentales suelen ser normales, como es el caso de la deportista nacional.
Ella se trataba por su hemiparesia espástica, en la Teletón desde los seis meses. Comenzó jugando básquetbol, fue su fisiatra, quien la recomendó al entrenador Esteban Carrasco, este último la insto a jugar tenis de mesa. Así, a los 12 años, clasificó al Mundial de Andalucía, que es el torneo más importante de la ITTF, que se hace cada cuatro años. Siguió participando en torneos, el anterior fue Factor 40 de Eslovenia, que es el torneo más grande que se hace en el año de la ITTF, antes de participar en Paris 2024.
En París, Florencia, a última hora se restó de la ceremonia inaugural, para resguardar su tranquilidad, debido a que también tiene trastornos del espectro autista (TEA). Al estar jugando, "rodeada de público, ella se desempeña impecable. Pero ya cuando son otro tipo de actividades, Florencia como que colapsa", señala su madre, es por ello, que su familia la acompaña como contención.
El Gobierno regional del Ñuble y ejecutado por Sernatur Ñuble, eligieron a Florencia Pérez, como la embajadora de la región, portando en su indumentaria la marca Ñuble. El vínculo con Florencia, tendrá una duración de tres meses, donde deberá impartir tres charlas – clínicas en los destinos turísticos de la región y realizar distintas publicaciones en sus redes sociales, plataformas donde se busca posicionar la marca Ñuble y los atractivos turísticos de la región.

## Palmarés internacional
| Juegos Paralímpicos      | Juegos Paralímpicos | Juegos Paralímpicos | Juegos Paralímpicos |
| Año                      | Lugar               | Medalla             | Prueba              |
| ------------------------ | ------------------- | ------------------- | ------------------- |
| 2024                     | París (Francia)     | Medalla de bronce   | Individual WS8      |
| Juegos Parapanamericanos |                     |                     |                     |
| Año                      | Lugar               | Medalla             | Prueba              |
| 2023                     | Santiago (Chile)    | Medalla de oro      | Individual WS8      |
| 2023                     | Santiago (Chile)    | Medalla de oro      | Dobles D14-17       |